# Griffith, New South Wales
Griffith är en ort i Australien.   Den ligger i kommunen Griffith och delstaten New South Wales, i den sydöstra delen av landet, 300 km väster om huvudstaden Canberra. Antalet invånare är 15 455. Griffith är det största samhället i trakten. Runt Griffith är det glesbefolkat, med 14 invånare per kvadratkilometer.